# Miguel Díaz-Canel
Miguel Díaz-Canel Bermúdez (Villa Clara, 20 april 1960) is sinds 19 april 2018 president van Cuba. Daarvoor had hij een carrière als Cubaans politicus en eerste-vicepresident van de raad van state sinds 2013. Op 19 april 2021 werd hij benoemd tot partijleider van de communistische partij, wat hem de machtigste man maakt van Cuba.

## Carrière
Díaz-Canel slaagde in 1982 als ingenieur in elektronica. Hij ging drie jaar bij het leger, tot hij in april 1985 les ging geven aan de universiteit "Marta Abreu" van Las Villas. Hij was eerste secretaris van de Communistische jongerengroepering van Villa Clara.
In 1993 ging hij werken voor de Communistische Partij van Cuba en een jaar later werd hij gekozen als eerste-secretaris van de Communistische Partij in de provincie Villa Clara. In 2003 werd hij gekozen als eerste-secretaris van de Communistische Partij in de provincie Holguín en werd hij lid van het politbureau van de nationale Communistische Partij.
In mei 2009 werd hij minister van hoger onderwijs, wat hij zou blijven tot 22 maart 2012. Op 24 februari 2013 werd hij gekozen tot eerste-vicepresident van de raad van state, na die van president is dit de hoogste staatsfunctie in Cuba. Op 19 april 2018 volgde hij Raúl Castro op als president van Cuba. Hij is een trouwe bondgenoot van Raúl Castro en zal naar verwachting geen radicale veranderingen doorvoeren. In zijn inaugurele rede zei hij dat er in Cuba geen plaats is voor degenen die streven naar het herstel van het kapitalisme.
Twee dagen na zijn benoeming had hij een ontmoeting met Nicolás Maduro van Venezuela. In november 2018 maakte hij zijn eerste officiële reis buiten het Caraïbisch gebied. Hij bezocht Frankrijk, Rusland, de Democratische Volksrepubliek Korea, de Volksrepubliek China, Vietnam, Laos en het Verenigd Koninkrijk.
In februari 2019 hebben de Cubanen een aangepaste grondwet goedgekeurd. Het land blijft een eenpartijstaat op socialistische grondslag. Er wordt een bescheiden opening geboden voor commerciële activiteiten buiten staatshanden. De president wordt om de vijf jaar gekozen, mag slechts twee opeenvolgende ambtstermijnen vervullen en moet bij zijn eerste ambtsaanvaarding jonger zijn dan 60 jaar.
Op 19 april 2021 werd Díaz-Canel benoemd tot Eerste Secretaris van de Communistische Partij van Cuba.